# مقاطعة برمل

خريطة مقاطعة بكتيكا مع منطقة برمال باللون الخوخي أعلى اليمين.

مقاطعة برمل (بالبشتوية: برمل ولسوالۍ)‏، (بالدرية: ولسوالی برمل) هي إحدى مقاطعات ولاية بكتيكا، في أفغانستان. تشترك في الحدود مع خيبر بختونخوا وبلوشستان في باكستان. أنغور آدا هي نقطة التفتيش الحدودية الرسمية والمعبر الحدودي بين أهالي بكتيكا وخيبر بختونخوا.
تبلغ مساحتها 951.8 كم².

## التاريخ
كانت برمل واحدة من أكثر المناطق تضررًا من زلزال أفغانستان عام 2022، والذي أودى بحياة ما لا يقل عن 500 شخص وإصابة ألف آخرين في المنطقة. وهدمت العديد من المنازل المٌشيدة من الطين والخشب. ساهمت الأمطار الغزيرة والزلزال في حدوث انهيارات أرضية ودمرت قرى صغيرة بأكملها.

### بناء منازل جديدة مقاومة للزلازل
في أغسطس 2022، بدأ تشييد منازل جديدة مقاومة للزلازل في المنطقة لضحايا الزلزال. يتضمن المشروع إنشاء 2000 منزل في منطقتي غايان وبرمل في مقاطعة بكتيكا، بما في ذلك 300 منزل في منطقة سبرا في مقاطعة خوست المجاورة.

## الجغرافيا
المدن الرئيسية في منطقة برمل هي:
1. نيواي آدا
2. مارغا ادا
3. لامان آدا
4. جاجيخيل آدا
5. زارغار آدا
6. تيتون شاجا.[7][8]

## التركيبة السكانية
بلغ عدد سكان المنطقة في عام 2004 88.028 نسمة. معظمهم من البشتون، ومعظمهم من قبائل وزير وخاروتي.